# Ned Hanigan

a Compétitions nationales et continentales officielles uniquement.

b Matchs officiels uniquement.
Dernière mise à jour le 24 avril 2025.
Ned Hanigan, né le 11 avril 1995 à Dubbo (Australie), est un joueur de rugby à XV international australien évoluant au poste de deuxième ligne ou de troisième ligne aile. Il évolue avec Provence Rugby en Pro D2 depuis 2024.

## Carrière

### En club
Ned Hanigan commence sa carrière professionnelle en 2014 avec le club de Randwick DRUFC qui dispute le Shute Shield (championnat de la région de Sydney), tout en suivant en parallèle des études de science à l'université de Université de Nouvelle-Galles du Sud.
En 2015, il est retenu avec l'équipe des NSW Country Eagles pour disputer le NRC. Il est finaliste du championnat en 2016.
En 2016, il fait ses débuts en Super Rugby avec la franchise des Waratahs. Après une première saison d'adaptation (3 matchs), il devient un cadre de son équipe dès sa deuxième saison au club. En janvier 2017, il prolonge son contrat avec les Waratahs et la fédération australienne jusqu'en 2018.
En 2021, il signe pour deux saisons en deuxième division japonaise avec le club de Kurita Water Gush (en).
Il effectue son retour en Super Rugby avec les Waratahs pour la fin de la saison 2022,.
En 2024, il s'engage pour deux saisons avec le club français de Provence Rugby, évoluant en en Pro D2.

### En équipe nationale
Ned Hanigan joue avec l'équipe d'Australie des moins de 20 ans lors du championnat du monde junior 2015
Il est sélectionné pour la première fois avec les Wallabies en juillet 2016 par le sélectionneur Michael Cheika, dans le cadre du Rugby Championship 2016.
Il obtient sa première cape internationale avec l'équipe d'Australie le 10 juin 2017 à l’occasion d’un test-match contre l'équipe des Fidji à Melbourne.

## Palmarès

### En club
- Finaliste du National Rugby Championship en 2016 avec NSW Country Eagles.

## Statistiques
Au 28 janvier 2025, Ned Hanigan compte 28 capes en équipe d'Australie, dont 18 en tant que titulaire, depuis le 10 juin 2017 contre l'équipe des Fidji à Melbourne. Il n'a inscrit aucun point.
Il participe à trois éditions du Rugby Championship, en 2017, 2018 et 2020. Il dispute treize rencontres dans cette compétition.